# Médard Ferrero
Médard Ferrero (né le 8 avril 1906 à Marseille, Bouches-du-Rhône et mort le 19 novembre 1972 à Saint-Denis, Seine-Saint-Denis) est un accordéoniste et pédagogue français.

## Biographie
Né de parents d'origine italienne, Médard Ferrero apprend l'accordéon, dès l'âge de 5 ans avec son père, lui-même un amateur jouant de l'accordéon diatonique. Il se produit pour la première fois devant le public dans la célèbre salle marseillaise : le Palais de Cristal. Devenant adolescent, il effectue une tournée avec le chanteur-fantaisiste Paulin, notamment au Kursaal à Lyon puis en Italie.
Avec son professeur de musique, M. Ruggero, il poursuit ses études avec acharnement. En 1922, il arrive à Paris où les bals musettes sont en pleine vague et travaille dans une petite brasserie puis à celle des Quatre Chemins à Pantin avant de se produire Chez Edouard rue des Vertus où il obtient un énorme succès. Il n'apprécie pas le musette mais préfère le classique. Néanmoins pour gagner sa vie, il joue au Rat Mort, à La Lanterne et dans différents autres établissements attirant l'attention du directeur Hohner, Jules Coulon au Savoie. Celui-ci lui fait signer un contrat et reste fidèle à cette grande marque jusqu'à la fin de sa vie. Quelques années plus tard on lui confie une école.
En 1930, il est le premier accordéoniste à jouer de la musique classique en soliste « technique et virtuosité » écrit un chroniqueur de l'époque. C'est ainsi qu'il se fait entendre à l'Opéra de Paris pour le bal des Petits Lits Blancs. C'est encore dans la capitale qu'il est demandé dans tous les galas et passe en attraction au cinéma Le Paramount avant d'être, pendant trois mois, l'accompagnateur de la chanteuse Lucienne Boyer.
Ses compositions deviennent des classiques : Mazurka-Fantaisie, Fugitive, une valse L'Étincelle, Malicieuse, Paganini-mazurka et La Sorcière.
Les éditions Salabert lui font enregistrer des disques et il interprète, outre ses compositions, les œuvres de Liszt, Saint-Saens, Rachmaninoff et Brahms. 
Compositeur et chercheur à la fois, il ne craint pas les difficultés et une anecdote fait état de la réussite par Ferrero à reconstituer (dans l'Est, vers Homéricourt), en une nuit, le thème d'une mazurka intitulée Ridi sempre, dont la partition était initialement déchirée au moment de l'interpréter.
Avec V. Marceau, Adolphe Deprince et Louis Péguri, il constitue « les Mousquetaires de l'accordéon », et c'est ainsi que l'on a pu les écouter à Bourges dans l'ouverture de Sémiramis de Rossini. Parmi ses innombrables activités, il faut citer ses débuts à la radio grâce à Mario Cazes : radio Tour-Eiffel. Le cinéma s'intéresse à lui et il tourne avec Georges Milton en 1931 dans Le Roi des Resquilleurs puis La Maternelle avec Madeleine Renaud, Les Frères Karamazov…
Il est titulaire des plus grands prix du Festival de musique de Rouen, hors concours à Bruxelles, sans compter de nombreuses récompenses et diplômes en Allemagne, Angleterre, Belgique et Suisse.
Professeur, il édite plusieurs méthodes : Première année, degré moyen, degré supérieur et Virtuosité. Il est aussi la vedette des disques Polydor et enregistre quelques titres en duo avec un autre grand de l'accordéon : Gus Viseur.
Il est le président de l'Union nationale des accordéonistes de France de 1951 à 1953.
En 1964, il enregistre quelques œuvres pour l'éditeur Francis Baxter qui paraissent dans l'album Le Palmarès de l'accordéon.

## Discographie
- Médard Ferrero : La Rafale, Mazurka-fantaisie (1932), Bohémienne, Je viens vers toi, Perles de Cristal (1932) "Légendes de l'accordéon" (GC et Marianne-Mélodie).
- Médard Ferrero et ses clochards: Les Triolets (Polka), Triolettes (Java)  chez Polydor